# Лангин, Владимир Олегович
Владимир Олегович Лангин (род. 17 декабря 1960, Ленинград, РСФСР, СССР) — президент Международной федерации шашек (IDF), президент Федерации шашек Санкт-Петербурга, председатель правления Фонда содействия развитию шашечного спорта «Русские шашки».
Владимир Лангин имеет высокие достижения как в шашечном спорте, так и в тренерской и организаторской деятельности. За свои достижения награждён медалью ордена ["За заслуги перед Отечеством"] I степени, медалью ордена «За заслуги перед Отечеством II степени», почётными званиями «Заслуженный мастер спорта», «Заслуженный тренер России», почётным званием «Заслуженный работник физической культуры Российской Федерации», медалью «В память 300-летия Санкт-Петербурга», медалью «80 лет Госкомспорту».
Гроссмейстер России, международный гроссмейстер, трёхкратный чемпион мира по русским шашкам по версии МАРШ (1993, 1994, 1995 гг.), 2-кратный бронзовый призёр (1997, 1998 гг.), многократный чемпион России в личном и командном зачёте. Пятикратный чемпион Ленинграда — Санкт-Петербурга среди мужчин (1981, 1984, 1990, 1993, 2003 гг.), многократный чемпион города в командных соревнованиях и по быстрой игре. Победитель различных крупных всесоюзных турниров — дважды побеждал в фестивале «За дружбу народов» в Тирасполе, трижды — в турнире памяти Героя Советского Союза Я. Чапичева в Джанкое, в турнире на призы Героя Советского Союза А. Пузикова в Орске, и др. Более 10 раз побеждал в чемпионатах Октябрьской железной дороги. Победитель первенства ЦС «Локомотив» среди мужчин (1985 г.), дважды побеждал в чемпионатах ВЦСПС в составе команды Ленинград-Финляндского отделения Октябрьской железной дороги (1989, 1990 г.г.). Победитель Кубка СССР 1989 г. на своей доске.

## Биография
Владимир Лангин родился 17 декабря 1960 года в Ленинграде, первые 8 классов учился в школе № 534, был победителем и призером городских олимпиад по математике. В 1978 году окончил 30-ю физико-математическую школу. В 1983 году окончил Ленинградский институт инженеров железнодорожного транспорта по специальности «Промышленное и гражданское строительство». С 1983 по 1995 год работал по специальности на Ленинград-Финляндском отделении Октябрьской железной дороги. С 1996 года — старший тренер-преподаватель отделения шашек СДЮШОР по шахматам и шашкам. В 2010 г. получил второе высшее образование в Национальном Государственном университете им. П. Ф. Лесгафта.
Жена — Антонина Лангина, международный гроссмейстер по шашкам, гроссмейстер России, дважды чемпионка мира по шашкам 64: в классическая программе (2003 г.) и молниеносной программе (2005 г.), многократная чемпионка Европы в составе команды Санкт-Петербурга.
Владимир Лангин — болельщик футбольной команды «Зенит» с многолетним стажем, впервые на стадион в 1967 году его привел отец. С тех пор Владимир, который в юности сам неплохо играл в футбол, активно болеет за «сине-бело-голубых», старается посещать все матчи любимой команды на своем поле.
В шашки Владимир пришёл в 13 лет, выиграв в 1973 г. турнир на приз газеты «Ленинские искры».
Диплом победителю вручали редактор газеты Валентина  Бианки и заслуженный тренер СССР Юрий Барский. Лангин занимался шашками во Дворце пионеров и школьников им. А. А. Жданова, а также, под руководством замечательного ленинградского тренера и педагога Юрия Михайловича Аксельрода, в шахматно-шашечном клубе «Спартак». Наиболее значимые спортивные результаты:
В 1978 году занял первое место в первенстве Ленинграда по русским шашкам среди юношей, а в первенстве города по стоклеточным шашкам занял третье место, победив будущего чемпиона мира Дыбмана,Александра Борисовича.
В том же 1978 году завоевал второе место на чемпионате СССР среди юношей.
5-кратный чемпион Ленинграда — Санкт-Петербурга среди мужчин (1981, 1984, 1990, 1993, 2003 г.г.), многократный чемпион города в командных соревнованиях и по быстрой игре.
Победитель различных крупных всесоюзных турниров — дважды побеждал в фестивале «За дружбу народов» в Тирасполе, трижды — в турнире памяти Героя Советского Союза Я. Чапичева в Джанкое, в турнире на призы Героя Советского Союза   Пузикова в Орске, и др. Более 10 раз побеждал в чемпионатах Октябрьской железной дороги.
Победитель ЦС «Локомотив» среди мужчин (1985 г.), дважды побеждал в чемпионатах ВЦСПС в составе команды Ленинград-Финляндского отделения Октябрьской железной дороги (1989, 1990 г.г.), был создателем и капитаном этой команды.
Победитель Кубка СССР 1989 г. на своей доске.
3-кратный чемпион мира по русским шашкам (1993, 1994, 1995 г.г.), 2-кратный бронзовый призёр (1997, 1998 г.г.), многократный чемпион России в личном и командном зачете.
За высокие спортивные результаты Владимиру Лангину присвоены звания «Заслуженный мастер спорта России», «Гроссмейстер России».
На протяжении 30 лет Владимир успешно занимается тренерской деятельностью. В. О. Лангин, заслуженный тренер России, подготовил чемпионов мира по русским шашкам Антонину Лангину и Михаила Горюнова, пятикратную чемпионку России среди женщин Татьяну Андросик (Маркову), воспитал 12 гроссмейстеров, более 30 мастеров спорта. Среди его учеников победители первенств СССР среди юношей Роман Виттенберг и Даниил Теплицкий, чемпион России среди юношей Игорь Шукшин, победители и призёры первенств мира, Европы, России Камилла Куликова, Антон Смирнов, Дмитрий Бочкарев, Евгений Вязников, Дмитрий Абаринов, Евгений Подковыров, Екатерина Иванова, Виктор Егоров, Мария Крискевич, Юрий Прокопенко, Светлана Стрельцова; чемпионы России в личном и командном зачете, призеры Кубков мира Дмитрий Мельников, Роман Щукин, Георгий Таранин..
С 1993 года Лангин В. О. возглавляет Федерацию шашек Санкт-Петербурга. За прошедшие годы по его инициативе и при непосредственном участии в Санкт-Петербурге открыта СДЮСШОР по шахматам и шашкам (1995 г.) и специализированное отделение шашек в Национальном Государственном университете им. П. Ф. Лесгафта (2008 г.). В Санкт-Петербурге проведены: турнир по шашкам в рамках культурной программы Игр Доброй воли (1993 г.), чемпионаты мира по шашкам 64 среди мужчин и женщин (2003, 2011, 2013, 2015, 2017 гг.), юношей и девушек (2005, 2006, 2010 г.г.), чемпионаты Европы по шашкам-64 среди мужчин и женщин (2014 г.), юношей и девушек (2016 г.), по стоклеточным шашкам среди юношей и девушек (2002, 2007 г.г.), среди клубных команд (2001 г.), матч на мировое первенство между Н. Стручковым и Г. Колесовым (2014 г.), этапы Кубка мира (2010-2017 гг.); первенства России по русским и стоклеточным шашкам (1998, 1999, 2000, 2001, 2008, 2010 г.г.), Кубок Победы, посвященный 70-летию Победы в Великой Отечественной войне (2015 г.); ежегодно проводятся крупные турниры "Белые ночи" и Мемориал В.А. Сокова, в разные годы имевшие статус международных турниров, этапов Кубка мира, всероссийских соревнований.
Судья республиканской категории по шашкам (1996 г.), Всероссийской категории по шашкам (Приказ Минспорта России № 197-нг от 26 декабря 2016 г. «О присвоении квалификационной категории «Спортивный судья всероссийской категории»).
На протяжении многих лет Лангин В. О. активно участвует в международной шашечной деятельности.
В 2006 году Владимиру Лангину было присвоено высшее судейское звание Всемирной федерации шашек ФМЖД — Международный арбитр.
В 2008 году Лангин В. О. на Генеральной Ассамблее Секции-64 ФМЖД в Калининграде (Россия) был избран директором турниров. В 2010 году на Генеральной Ассамблее в Херсоне (Украина) был избран президентом Секции-64 ФМЖД, а в 2014 переизбран на второй срок. Вице-президент ФМЖД с 2010 по 2015 год.
Президент Международной федерации шашек (IDF) с момента её образования 12 июля 2012г. При непосредственном участии Лангина В.О. IDF ежегодно организует и проводит мировые и континентальные чемпионаты среди мужчин, женщин, ветеранов, командные соревнования, кубок мира, детские первенства в 6-ти возрастных группах, крупные международные мероприятия. С 2016 г. проводятся чемпионаты Африки, с 2018 г -  Пан Америки. В 2016 г. шашки были представлены на VI Всемирных играх TAFISA в Джакарте (Индонезия). Сайт IDF64

## Избранные партии
Ю. Королёв — В. Лангин, 48-й чемпионат СССР (Баку, 1988 г.)
1. cb4. dc5. 2. b: d6. e: c5. 3. bc3. cd6. 4.gh4. ba5. 5. hg3. fe7. 6.cb4. a: c3. 7. d: b4 fg5. 8. h: f6. g: e5. 9. ef4. hg7. 10. ab2. ab6! 11. ba5. gf6. 12. a: c7. d: b6. 13. cd2? ba5. 14. fe3. ed4. 15. gf2 de5x.
В. Лангин — И. Доска, 5-й чемпионат мира (Баку, 1997 г.)
1. cb4. hg5. 2. gh4. ba5. 3. bc5. d: b4. 4. a: c5. cb6. 5. ed4. gf4. 6. bc3. bc7. 7. ab2. cd6. 8. de5. d: b4. 9. e: g3. gh6. 10. gf4. fg7. 11. fe5. f: d4. 12. c: e5. ba3. 13. hg3. bc5. 14. gf4. ab6. 15. fg3. dc7. 16. ef2. ef6? 17. hg5!x
В. Лангин — М. Амриллаев, «Звезды Самарканда»
1. cb4. bc5. 2. gf4. ab6. 3. ba5. ba7. 4. bc3. cb4. 5. a: c5. d: b4? 6. ed4. ba3. 7. fe3. ed6. 8. hg3. fg5. 9. gh2. gf6. 10. ef2! bc5. 11. d: b6. a: c5. 12. cd4. fe7. 13. d: b6. fe5. 14. dc3x
И. Макаренков — В. Лангин, турнир на призы Героя Советского Союза А. Пузикова (Орск, 1990 г.)
1. cd4. hg5. 2. bc3. gh4. 3. cb4. ba5. 4. dc5. a: c3. 5. d: b4. fe5. 6. gf4. e: g3. 7. h: f4. gf6. 8. ba5. d: b4. 9. a: c3. ed6. 10. cd4? de5! 11. f: d6. c: c3. 12. ef4. fe5! 13. f: d6. ab6. 14. gh2. hg7. 15. hg3. gf6. 16. gf4. fe5. 17. fg3. e: c5. 18. cb2. h: f2. 19. e: g3. cd6. 20. b: d4. dc5. 21. de5. de7. 22. ab2. ba7. 23. bc3. cd4. 24. cb4. d: f6. 25. ba5. bc5. 26. gh4. cd4x
В. Лангин — В. Голосуев, чемпионат Ленинграда (1990 г.)
1. cb4. dc5. 2. b: d6. e: c5. 3. bc3. cd6. 4. cb4. ba5. 5. cb2. a: c3. 6. b: b6. a: c5. 7. ab2! hg5. 8. bc3. gh4. 9. cd4 bc7? 10. d: b6. c: a5. 11. ab4. a: c3 12. d: b4. dc7. 13. gf4. fe5. 14. ba5. e: g3. 15. h: f4. dc5. 16. ed2. gf6. 17. dc3. cb4. 18. ed4. b: d2. 19. fg3. h: f2. 20. g: c1. cd6. 21. ab6!! dc5. 22. bc7. c: g5. 23. cb8x
В. Лангин — В. Голосуев, фестиваль «За дружбу народов» (Тирасполь, 1990 г.)
1. cb4. fg5. 2. bc5. b: d4. 3. e: c5. d: b4. 4. a: c5. gf4. 5. g: e5. cb6. 6. cd6. e: c5. 7. fe3. de7. 8. ef4. cb4. 9. bc3. ba3. 10. hg3. ba5.11. gh4. ef6. 12. ab2. f: d4. 13. c: e5. fe7. 14. gf2. bc7. 15. bc3. ab6. 16. de3! bc5? 17. fg3. ef6. 18. cb4! a: c3. 19. ed6. c: e7. 20. ed4. ce5. 21. f: b8. hg5. 22. ba7. ed6. 23. ae3x
В. Лангин — А. Пономарев, Кубок СССР (Орск, 1987 г.)
1. cb4. dc5. 2. b: d6. e: c5. 3. bc3. cd6. 4.gh4. ba5. 5. hg3. fe7. 6.cb4. a: c3. 7. d: b4 fg5. 8. h: f6. g: e5. 9. ef4. hg7. 10. ab2. gf6? 11. bc3. ab6. 12. ba5. ba7. 13. a: c7. d: b6. 14. ed2. cd4. 15. ab4. d: b2. 16. c: a3. bc5. 17. fe3. ed4. 18. gh4. d: f2. 19. g: e3. fe5. 20. dc3. e: g3. 21. h: f2. hg5. 22. fg3. gh4. 23. gf4. ef6. 24. cd4. de5. 25. f: d6. c: e7. 26. dc5!x
В. Лангин — А. Бакумец, турнир на призы Героя Советского Союза А. Пузикова (Орск, 1990 г.)
1. ef4. de5. 2. f: d6. c: e5. 3. de3. fg5. 4. gf4. e: g3. 5. h: f4. bc5. 6. cd4. ab6. 7. de5! ba5. 8. ed6. cd4. 9. e: c5. g: e3. 10. f: d4. gf6. 11. cd2! dc7. 12. gf2. c: c3. 13. d: b4 a: c3. 14. b: d4. hg5. 15. cb6. gf4? 16. bc7! b: d6. 17. dc5. d: b4. 18.a: c5x

## Публикации
- Ноябрев В. Владимир Лангин: «Мы хотели выпить водки, но начались выстрелы…» (интервью) // Невское время : Газета.